# シリルエノールエーテル

シリルエノールエーテルの一般構造

シリルエノールエーテルとは、エノラートの酸素原子に有機ケイ素基が結合した構造の有機化合物群である。有機合成において重要な中間体である。

## 有機合成
- トリメチルシリルエノールエーテルは、強塩基とクロロトリメチルシラン、または弱塩基とトリメチルシリルトリフラートの存在下でケトンから合成できる。
- シリルエノールエーテルは、求核共役付加反応で作られたエノラートを取り込むことで形成することができる[1][2]。
- 適切な基質のブルック転位によって、シリルエノールエーテルを合成できる[3]。

## 有機反応
求核剤としての利用の一例
- 向山アルドール反応
- マイケル付加
- アルキル化
- ハロゲンとのハロケトン形成[4]
- mCPBAやオキサジリジンのような求電子的な酸素原子供与体と有機酸化還元反応によってアシロインを形成[5]
- 三枝・伊藤酸化

## ケテンシリルアセタール
ケテンシリルアセタールは一般構造R-C=C(OSiR3)(OR') を持ち、アセタールとケテンから得られる関連化合物である。